# Herrmannella rostrata
Herrmannella rostrata är en kräftdjursart som beskrevs av Canu 1891. Herrmannella rostrata ingår i släktet Herrmannella och familjen Sabelliphilidae. Inga underarter finns listade i Catalogue of Life.